# 洪瑞熙
洪瑞熙（： Hong Seo Hui，1997年2月28日—），韓國女演員。

## 演藝經歷
2022年5月6日，以飾演《魔幻之音》年輕的智秀一角出道。

## 演出作品

### 電視劇
| 年份   | 電視台  | 劇名                          | 角色               | 性質     | 備註   |
| 2022年 | Netflix | 《魔幻之音》                  | 閔智秀(少年)       | 配角     | [ 2 ]  |
| 2022年 | tvN     | 《還魂》                      | 許贇鈺             | 配角     | [ 3 ]  |
| 2022年 | tvN     | 小女子                        | 餐廳遇見的紅衣女子 | 特別演出 |        |
| 2022年 | tvN     | 《O'PENing - 區分聲音的方法》 | 鄭智媛             | 女主角   | [ 4 ]  |
| 2022年 | JTBC    | 《皮塔在戀愛》                | Genie允            | 配角     | [ 5 ]  |
| 2022年 | KBS     | 《Drama Special－Prism》      |                    |          | 獨幕劇 |

### 電影
| 年份   | 片名                     | 角色     | 備註     |
| 2020年 | 《通往天堂的大門》       | 珍妮     | 獨立電影 |
| 2020年 | 《Keep Going》           | 女助教   | 獨立電影 |
| 2020年 | 《跳躍》                 | 領事官員 | 獨立電影 |
| 2020年 | 《마르지도 질지도 않은》 | 瑞熙     | 獨立電影 |

## 外部連結
- 官方網站 （页面存档备份，存于）
- 洪瑞熙的Instagram帳戶
- 洪瑞熙在HanCinema的頁面（英文）（英文）